# Louis Majorelle

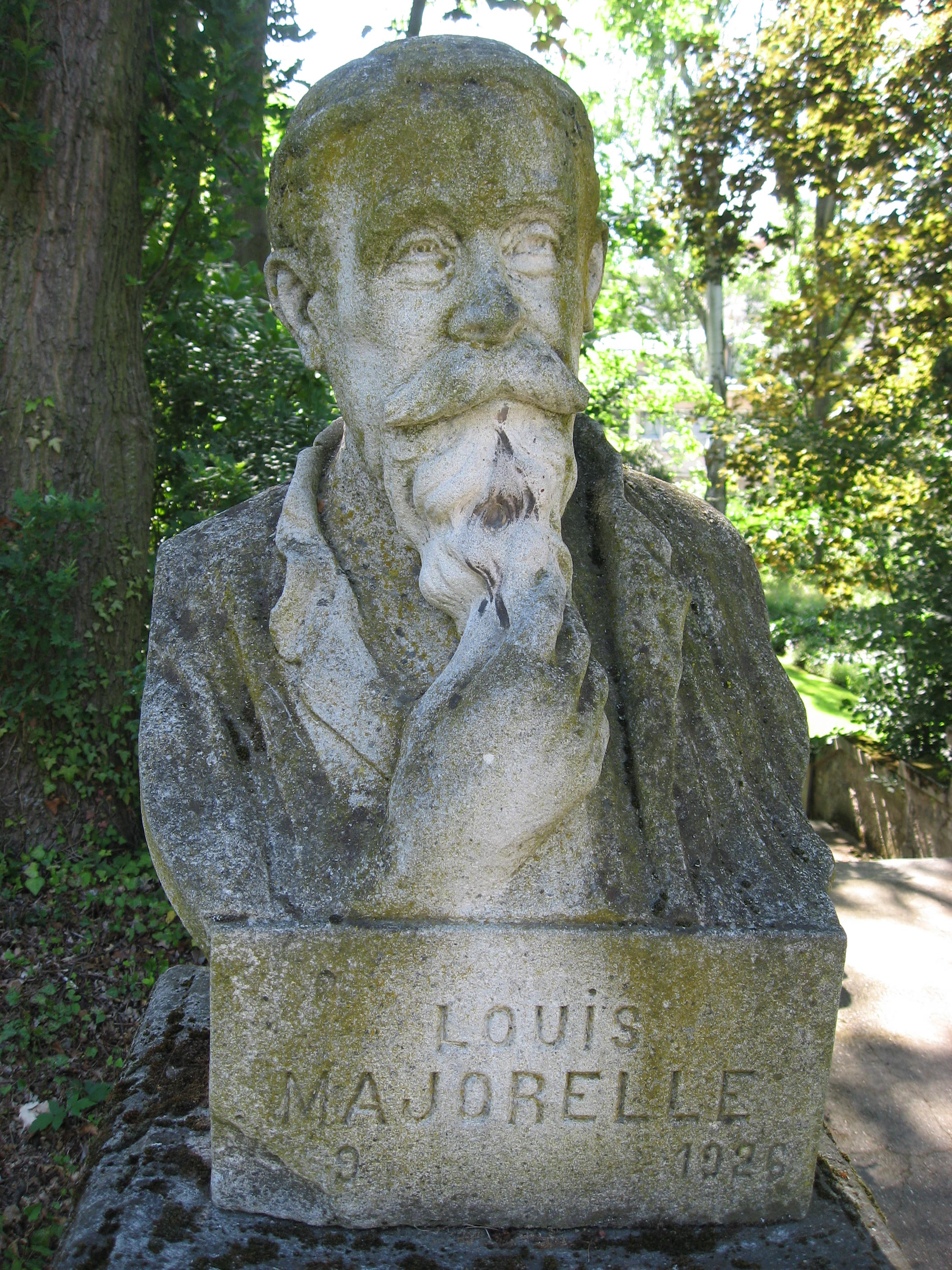
Estatua de Louis Majorelle en el museo de la École de Nancy.

Louis Majorelle (Toul, 26 de septiembre de 1859 – Nancy, 15 de enero de 1926) fue un ebanista y diseñador francés de Art nouveau del movimiento de la École de Nancy del cual fue así mismo vicepresidente.

## Juventud
En 1861, su padre, Auguste Majorelle (1825 - 1879), que era un diseñador y fabricante de muebles, se trasladó con su familia de Toul a Nancy. Allí hace sus estudios iniciales antes de ir a París en 1877 durante dos años en la École nationale supérieure des beaux-arts bajo la enseñanza de Jean-François Millet. A la muerte de su padre, dejó su curso y vuelve de nuevo en Nancy para supervisar la fábrica familiar de loza y muebles. Eso lo ocupó para el resto de su vida.
El 7 de abril de 1885, Majorelle se casó con Marie Léonie Jane Kretz, la hija del director de los teatros municipales de Nancy. Su único hijo, Jacques Majorelle, que se convertirá en el pintor del Atlas, nació el 7 de marzo de 1886 en Nancy.

## Dirección de la empresa familiar

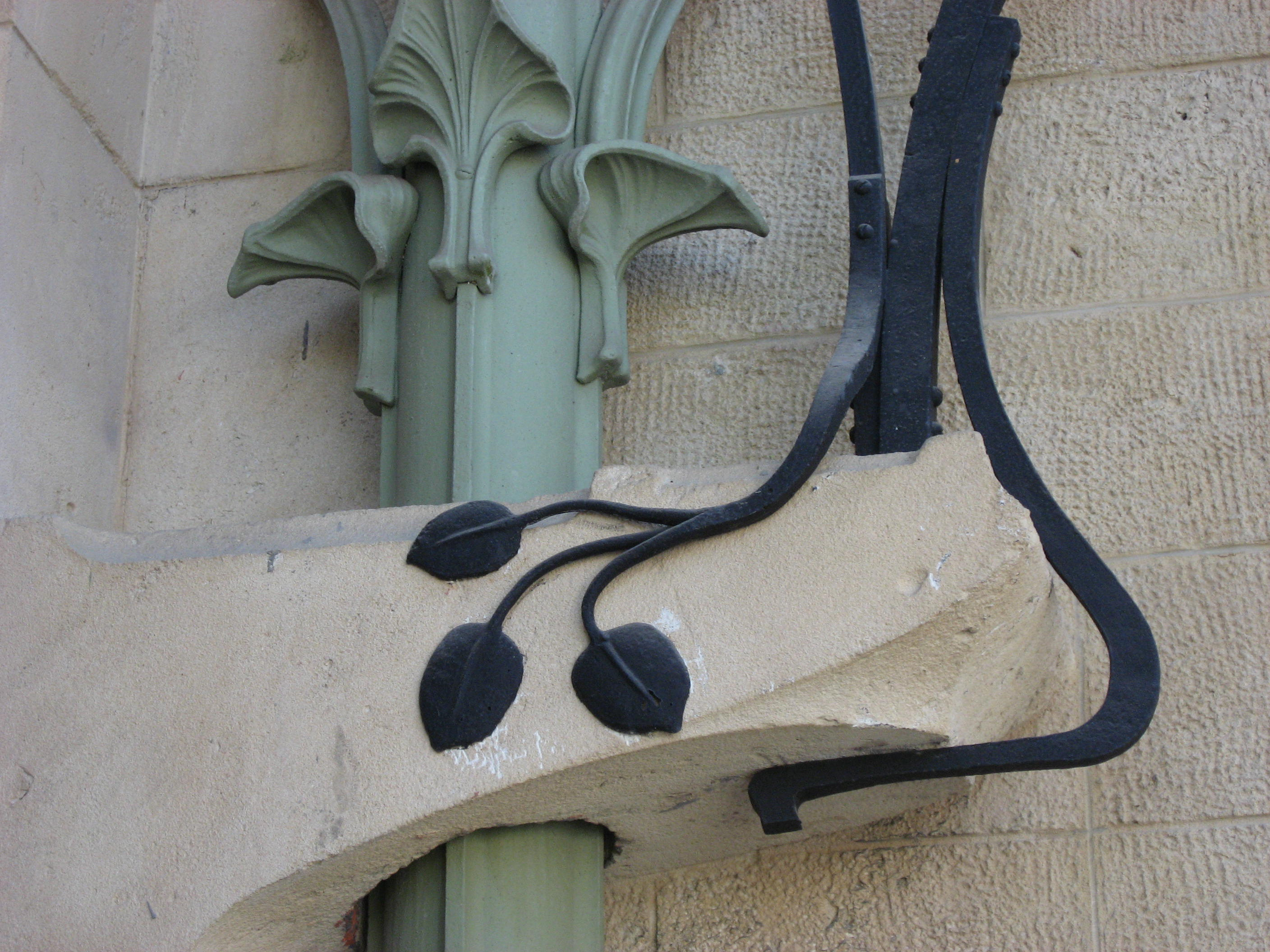
Detalles en la villa Majorelle.

El edificio de la empresa Majorelle fue concebido por el arquitecto de la Escuela de Nancy Lucien Weissenburger (1860 – 1929), situado en la calle del Vieil-Aître en la parte occidental de Nancy. En los años 1880, Majorelle fabricaba copias de muebles al estilo Luis XV, quien expuso en 1894 en la Exposición de Arte decorativo e industrial de Nancy pero quedó influenciado por el fabricante de vidrios y muebles Émile Gallé (1846 – 1904) para dar a su producción una nueva dirección.
Su obra se caracteriza por la utilización de elementos naturalistas en sus formas y en sus marqueterías. Empezada en los años 90, la producción de los muebles de Majorelle, embellecidos por entrelazamientos, toma su fuente de inspiración en la naturaleza: plantas en troncos, nenúfares, cardos, libélulas. Al cambio de dirección de 1900, añadió un taller de fragua para los artesanos con el fin de producir pomos y bisagras en el espíritu de las líneas fluidas de su trabajo de carpintería. Su taller fue el responsable de la realización de los balcones de hierros forjados, de los pasamanos de las escaleras y los detalles exteriores de numerosos edificios de Nancy al cambio de siglo. 
Evoluciona hacia formas más simples y más desnudadas poco después sus grandes éxitos en la exposición universal de 1900 y se lanza en paralelo a la producción en serie, lo que le permite ampliar rápidamente su catálogo. Al colaborar a menudo con los vidrieros de Nancy, frères Daum, les ha ayudado a hacer la ciudad uno de los centros europeos del Art nouveau. En el apogeo de la Belle époque, con la Exposición Universal), las obras de Majorelle triunfaron y le proporcionaron una clientela internacional. En 1910, Majorelle había abierto tiendas para sus muebles en Nancy, París, Lyon y Lille.

## Majorelle y la École de Nancy
Iniciado al Art nouveau por Émile Gallé a partir de 1894, Majorelle fue uno de los miembros fundadores de la École de Nancy , en febrero de 1901, conocido alternativamente como « l'Alliance provinciale des industries d'art » (la Alianza provincial de las industrias de arte), que representan a un grupo de artistas, arquitectos, críticos de arte e industriales de Lorena que decidieron trabajar de manera cooperativa con un preponderancia por el Art nouveau. Liderados por Émile Gallé (hasta su muerte en 1904 luego por Victor Probar), se agruparon por distintas razones, en particular, para asegurarse un alto nivel de calidad en las Artes decorativas en la región donde se encontraban los principales fabricantes.
Majorelle fue uno de vicepresidentes del grupo desde su fundación, el resto durante toda la duración de la Escuela de Nancy y se consideraba como uno de los líderes. Para una gran parte, él y los otros miembros procuraron promover el trabajo de los artistas decorativos de Lorena por la promoción de la creación de una escuela para las artes industriales, su participación en los salones importantes (así como organizando uno suyo) y por sus esfuerzos cooperativos en los elementos decorativos individuales y de los edificios, en su mayor parte del estilo Art Nouveau. También facilitaron la realización de una unidad en cuanto al arte y la arquitectura procedente de Lorena. 
Majorelle es una de las figuras incuestionables del grupo reconocidas internacionalmente que podía encontrarse siempre en los salones en los cuales exponía. Sus conexiones con los círculos de arte parisienses también permitieron garantizar la reputación de los artistas de Lorena en la capital francesa. Sin embargo, la Escuela de Nancy estaba a menudo escasa de dinero y la cooperación artística formal entre sus miembros se desintegró lentamente durante el Primera Guerra Mundial.

## La villa Majorelle

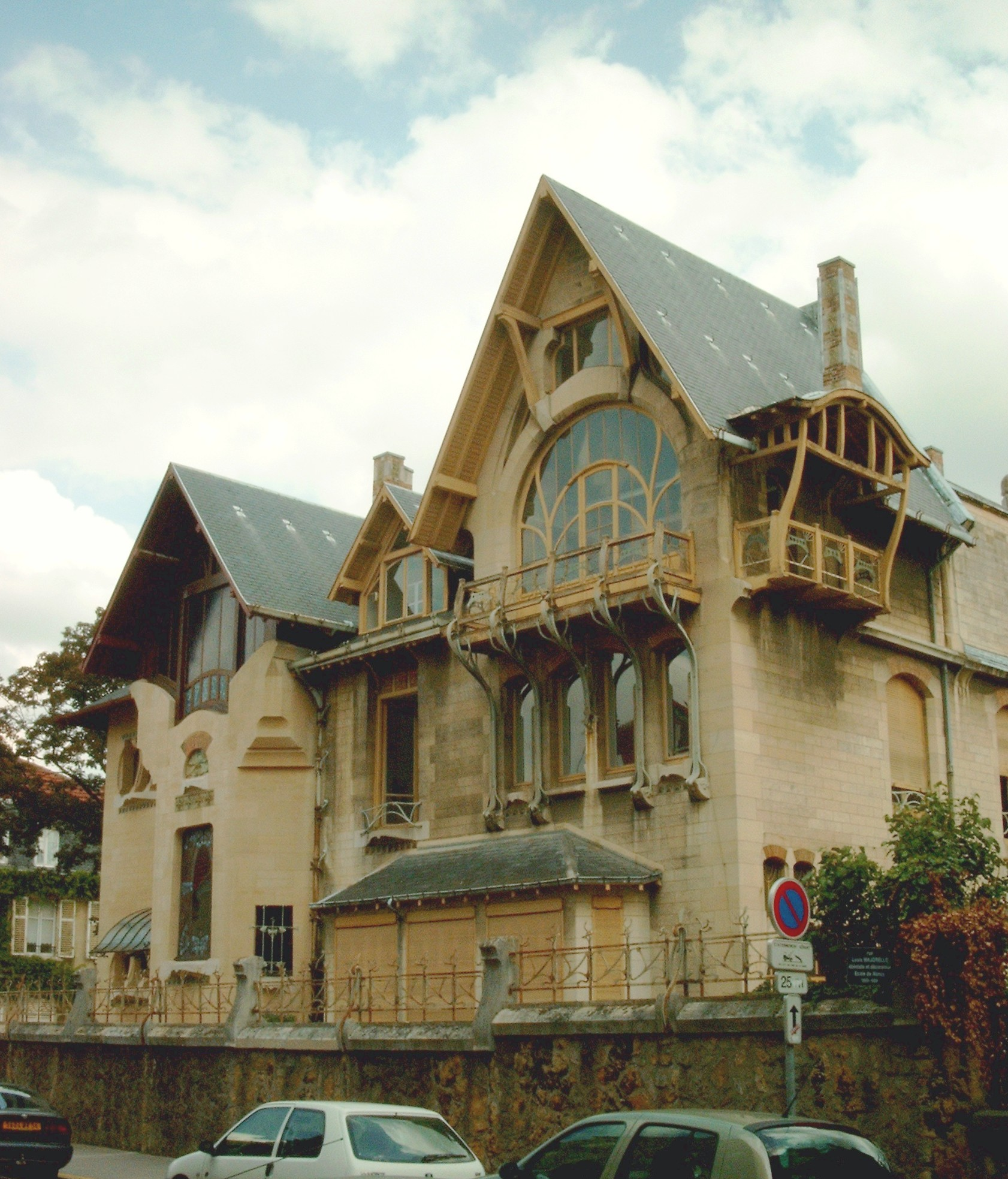
La villa Majorelle en Nancy.

En 1898, Louis Majorelle confía al arquitecto Henri Sauvage la elaboración de los planos de su casa de Nancy. Construida entre 1901 y 1902, por Lucien Weissenburger, la villa Majorelle (o villa Jika, según las iniciales de su esposa: Jeanne Kretz) resulta de una colaboración de los principales artistas de la École de Nancy y del nuevo Arte parisiense. 
Será la primera casa enteramente de estilo Art nouveau en Nancy; la villa presenta en efecto todos los elementos del movimiento, tanto en sus exteriores como en su interior.

### Posquerra
Las producciones de Majorelle siguen en el mismo estilo después de la gran guerra a pesar del cambio de método hacia el Art déco. A su muerte, sus asuntos son reanudados por Alfred Lévy.